# Hyalit
Hyalit (neboli skelný opál) je nejčistší odrůda minerálu opálu. V ideálním případě je zcela bezbarvý a čirý. V závislosti na lokalitě a způsobu vzniku může být slabě zabarven dalšími příměsemi (např. sloučeniny Fe, Ni, Mn, Cr), případně postupem času ztrácet na průhlednosti (odpařením molekul vody).

## Vznik
Obecný opál vzniká celou řadou cest, ale hyalit vyžaduje specifičtější podmínky, aby vznikl čistý bezbarvý materiál. Jde však vždy o nízkoteplotní hydrotermální procesy obvykle u zemského povrchu. Hyalit se sráží z horkých roztoků obsahujících značný podíl křemičitanů. Bezbarvá gelovitá hmota tvoří kulovité, hroznovité, krápníkovité, případně ledvinité agregáty, nebo tvoří výplň puklin.
Hyalit byl popsán na ložiskách opálu, vzniklých činností fosilních vulkanických gejzírů (např. hyalit z andezitových tufů u Dubníku na Slovensku), v ryolitech (stát Querétaro v Mexiku), v čediči (Valeč v Doupovských horách, Klamath Falls v Oregonu, Cerritos v Cerro del Tepozán v Mexiku), ojediněle v metamorfovaných horninách (Vícenice) a také může vznikat rozkladem serpentinitů (okolí Křemže).

## Použití
Ačkoli je hyalit považovaný za drahý kámen, není průmyslově zpracováván. Mezi čirými kameny patří k nejměkčím, což vede k preferenci jiných materiálů. V menší míře se lze setkat s tamblovanými (tromlovanými) kusy. Neopracovaný hroznovitý hyalit (např. z Valče) je však považován za prvotřídní materiál pro individuální šperkařskou výrobu. Průzračné neopracované hrozínky upevněné v kovu lze použít jako přívěsky nebo náušnice (podobně jako vltavíny).

## Naleziště

### Česká republika

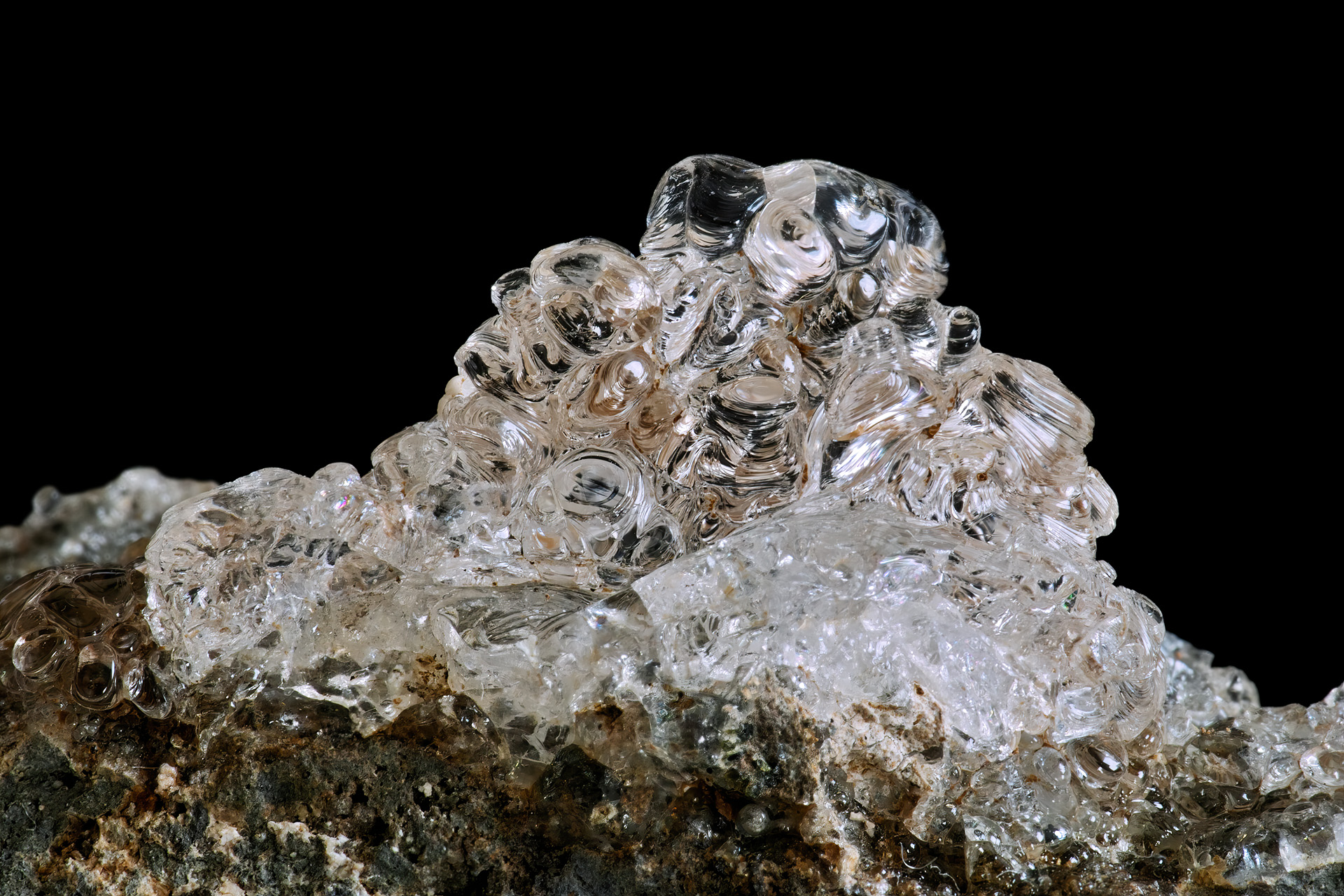
Hyalit (Valeč v Doupovských horách)

#### Valeč

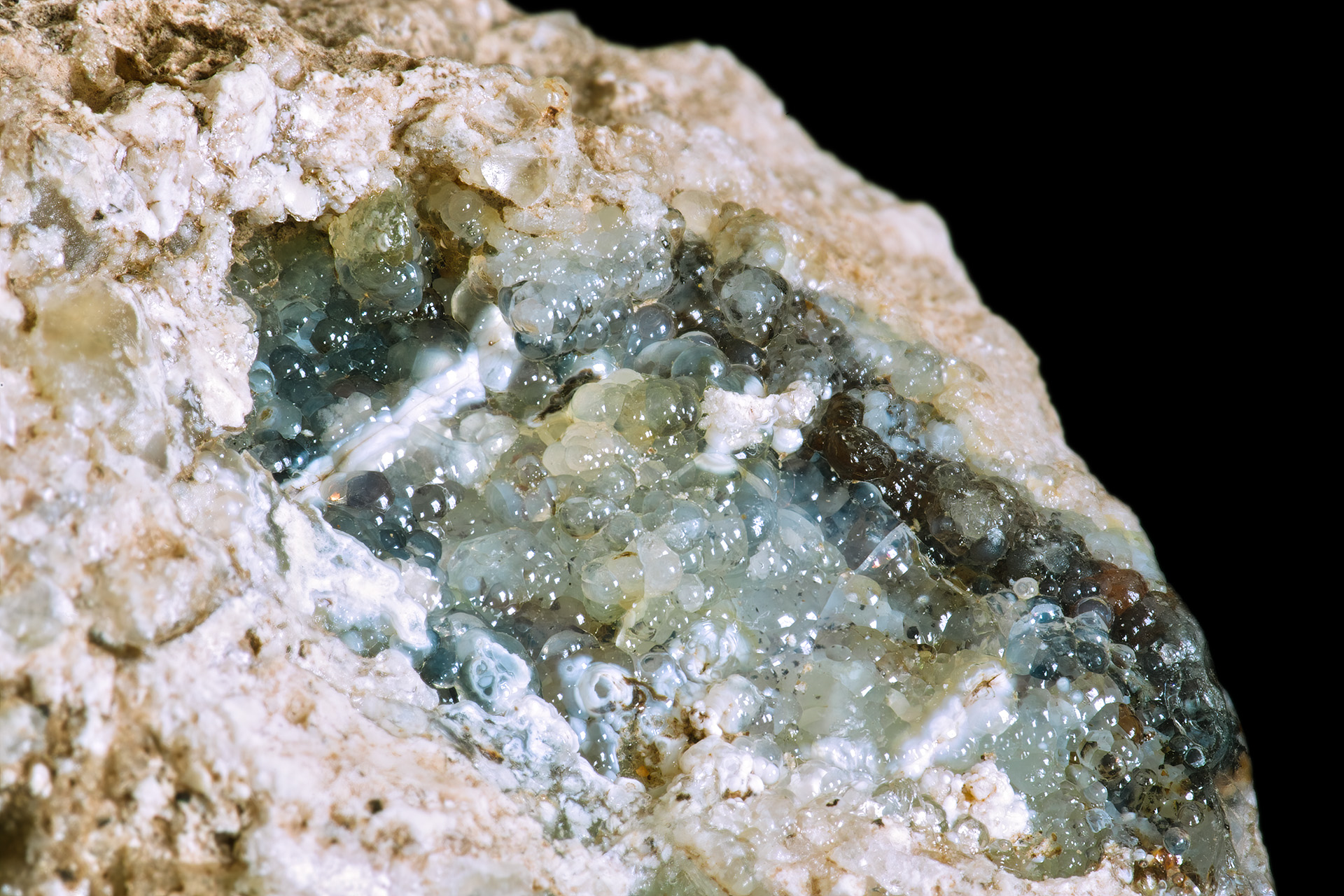
Kora hyalitu na žíle opálu (Bohouškovice)

Valeč v Doupovských horách patří k nejvýznamnějším nalezištím hyalitu. Minerál je vázaný na neovulkanity třetihorního stáří. Na puklinách vyvřelin čedičového typu vytváří velmi působivé a dokonale čisté útvary hroznovitého, krápníkovitého či ledvinitého charakteru. Případně se vyskytuje i ve formě povlaků a shluků na matečné hornině. Lokalita je součástí vojenského prostoru, není volně přístupná, přesto je navštěvovaná.

#### Křemže

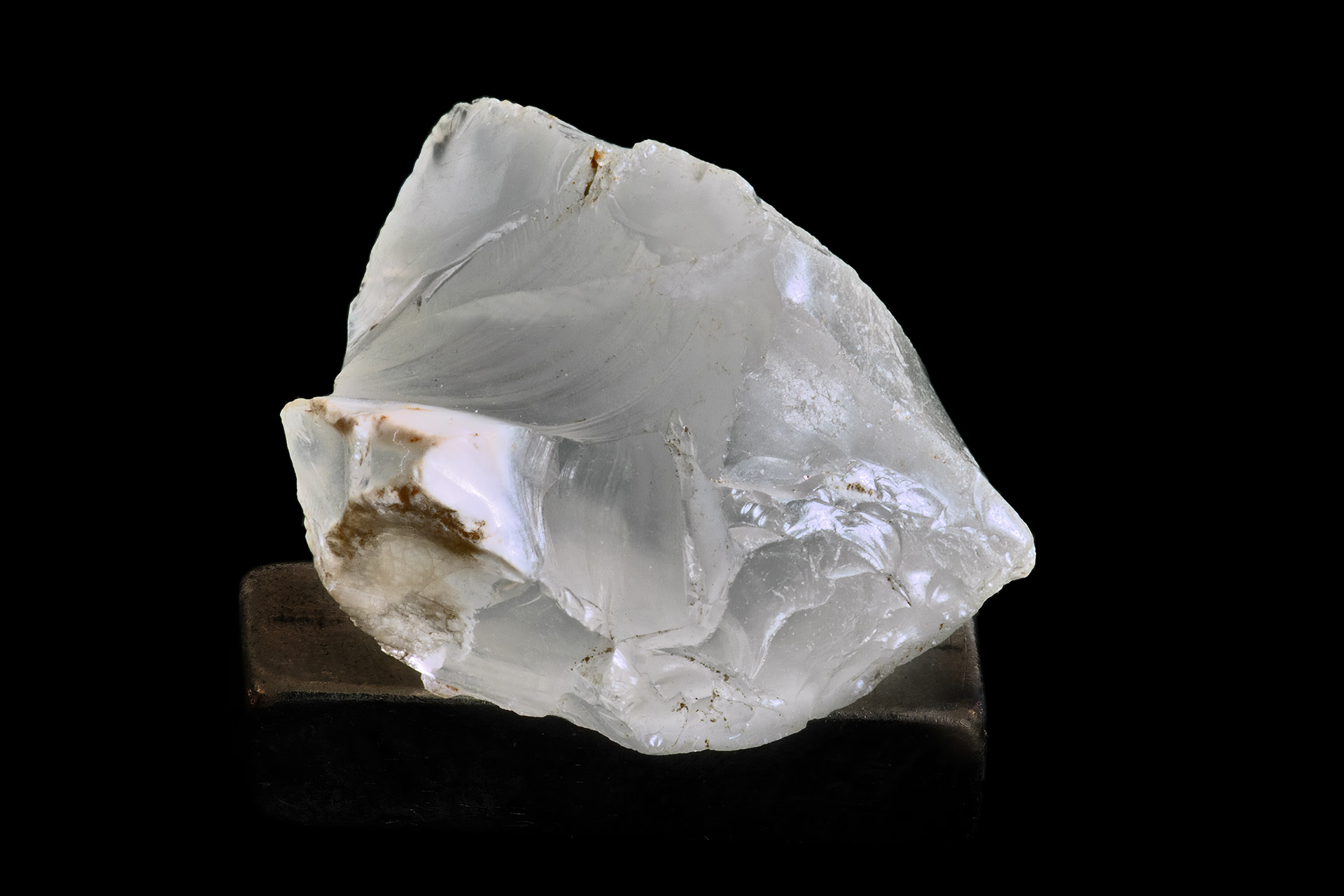
Kusový hyalit (Bohouškovice)

Hyality v okolí Křemže vznikly jako produkty rozkladu serpentinitů. Kromě vyluhování dvojmocných zásad Mg voda část olivín-serpentinů rozpouští, z roztoku se odděluje SiO2 vzniklý z kyseliny křemičité a vylučuje se v podobě čistého hyalitu. Ten může přecházet v chalcedon nebo obecný opál, případně tvořit žilky v chalcedonu.
Bohouškovice
Jednou z hlavních křemžských lokalit jsou Bohouškovice. V okolí se hyalit nachází v podobě rosolovitých povlaků na žilách opálu (obvykle jen asi milimetr silných), jako žilky prostupující kusový opál, méně často i větší kousky. Kromě čistého je přítomen i hyalit více či méně zakalený s wadovými dendrity (tvoří mechový hyalit), případně zbarvený oxidy železa (s nádechem žluté, červené až hnědé = ohnivý opál), nebo niklovými solemi (nazelenalý).
- Bohouškovice
- Srnín
- Zlatá Koruna

#### Vícenice
Vícenice u Moravských Budějovic jsou specifickou lokalitou, kde je hyalit vázaný na metamorfity. Vyskytuje se ve formě povlaků na zvětralých vápenatosilikátových horninách. Povrch připomíná kapky vody. Hyalit tu často doprovází zelenožlutý jílovitý minerál nontronit. Za nejlepší naleziště je považován Holý kopec (asi 1500 metrů ZSZ od obce), případně Lukovská hora (jižně, asi 1500 metrů Z od obce Lukov)

### Evropa

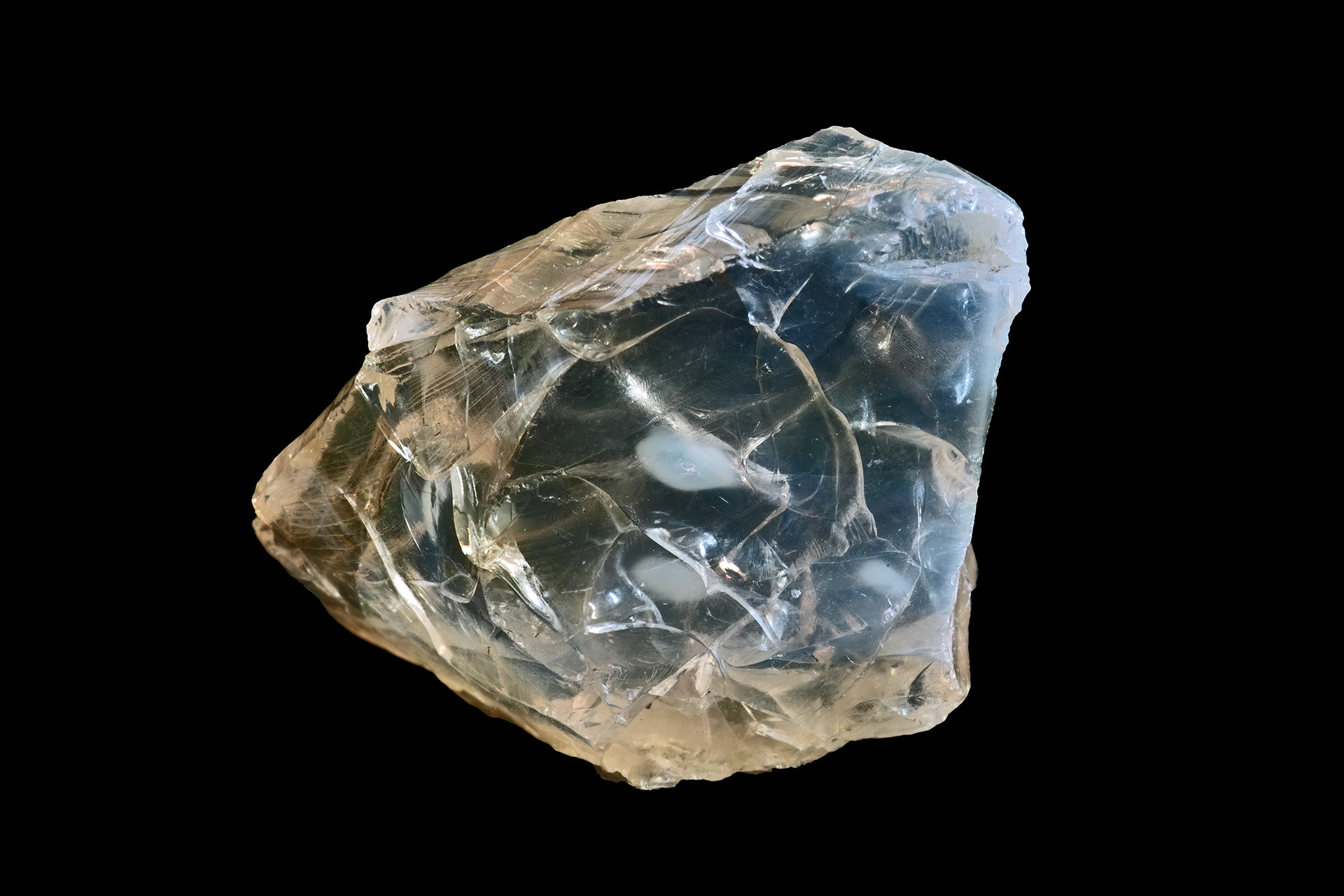
Hyalit (Dubník u Prešova)

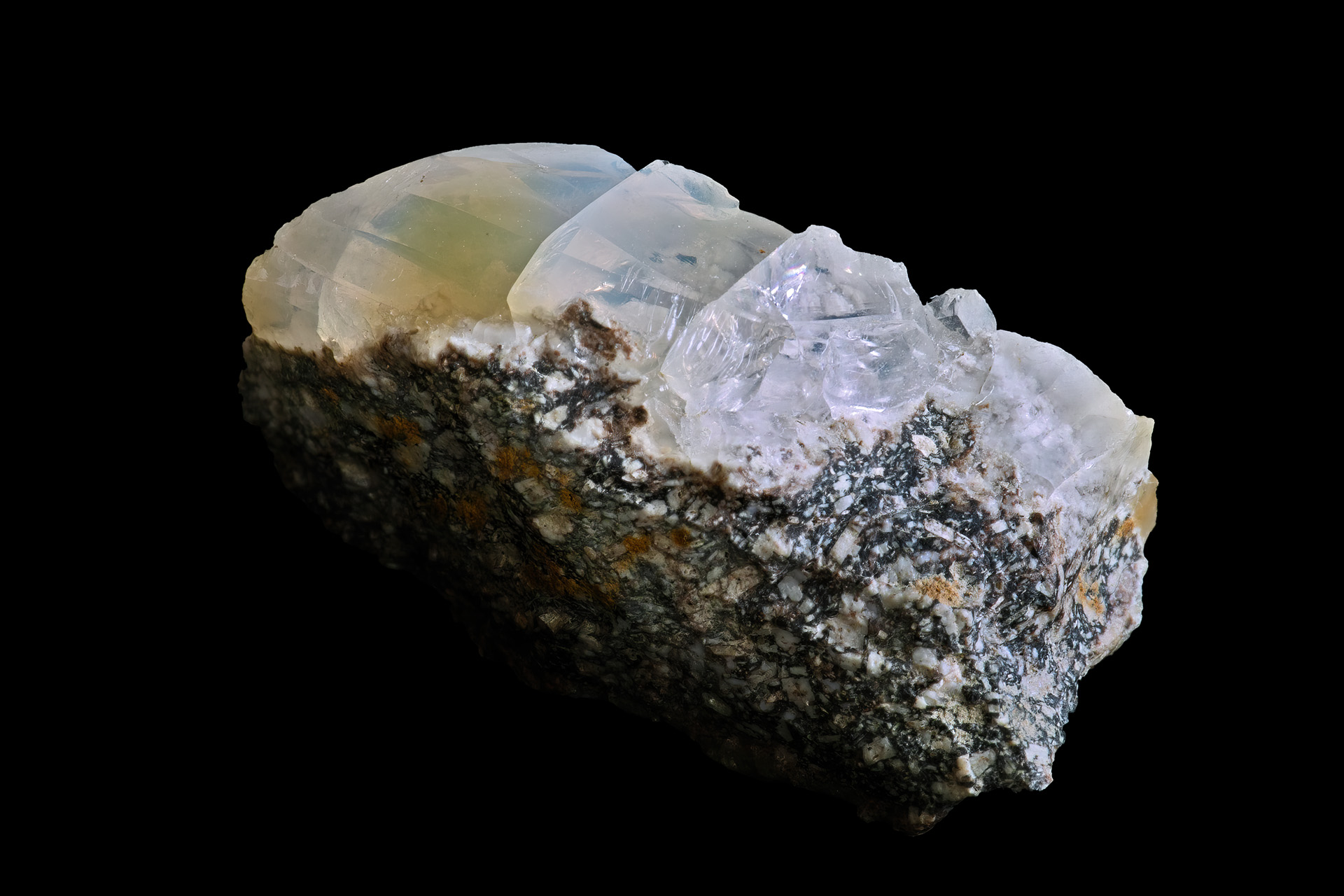
Hyalit na andezitu (Dubník u Prešova)

- Dubník u Prešova (Slovensko)
- Hodkovce (Slovensko)
- Kamenec pod Vtáčnikom (Slovensko)
- Kaiserstuhl (Německo)[6]
- Fichtelgebirge (Německo)[6]

#### Dubník u Prešova
Dubník je světově proslulý především jako lokalita s výskytem drahého opálu, ale vyskytuje se tu v menší míře i mléčný opál a hyalit. Vznikl v puklinách andezitů a andezitových tufů (tzn. v mladotřetihorních rozlitých vyvřelinách). Vysrážel se z horkých roztoků, které vystoupily na povrch po skončení vulkanické činnosti. Místní opály obsahují 3–13 % vody. Hyalit se tu vyskytuje většinou kusový, jako celistvá výplň puklin.

### Svět
- Querétaro (Mexiko)
- Cerritos, Cerro del Tepozán (Mexiko)
- Klamath Falls (Oregon)